# Герби голів держав світу

## Президенти

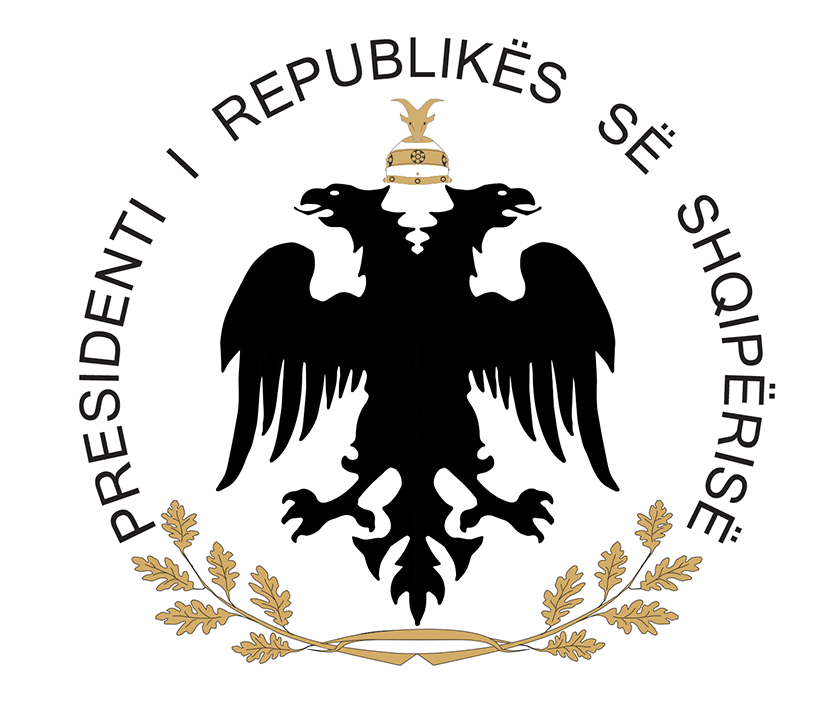
Емблема Президента Албанії
Емблема Князів Андорри
Емблема Президента Бангладеш
Емблема Президента Гани
Емблема Президента Гаяни
Емблема Президента Гватемали
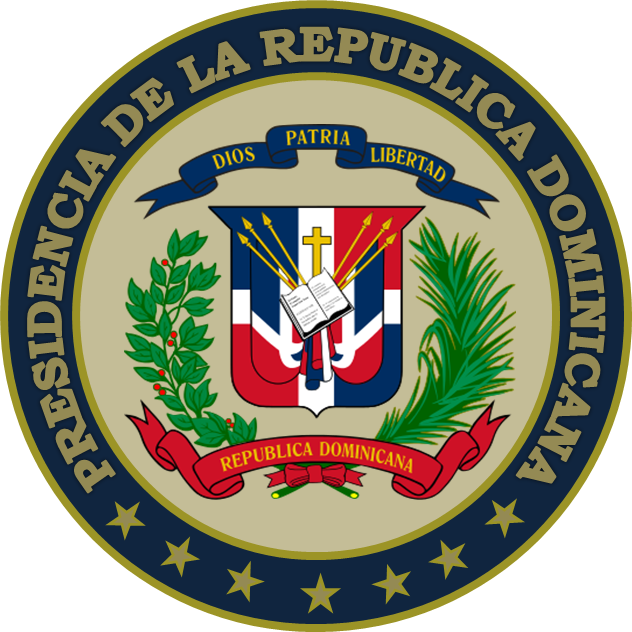
Емблема Президента Домініканської Республіки
Емблема Президента Індонезії
Емблема Віце-президента Індонезії
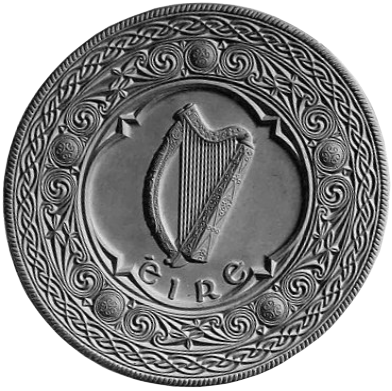
Емблема Президента Ірландії
Емблема Президента Ісландії
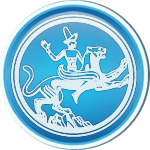
Емблема Президента Казахстану
Емблема Президента Республіки Китай
Емблема Президента Колумбії
Емблема Президента ДР Конго
Емблема Президента Південної Кореї
Емблема Президента Косово
Емблема Президента Литви
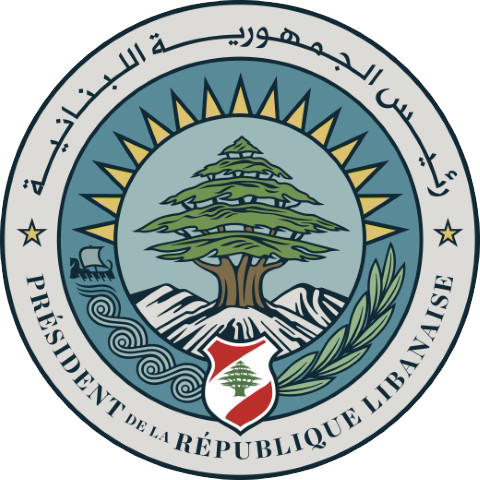
Емблема Президента Лівану
Емблема Президента Маврикію
Емблема Президента Македонії
Емблема Президента Мексики
Емблема Президента Нігерії
Емблема Президента Нікарагуа
Емблема Президента Сальвадору
Емблема Президента Сомалі
Емблема Президента США
Емблема Віце-президента США
Емблема Президента Туреччини
Емблема Президента Філіппін
Емблема Віце-президента Філіппін
Емблема Президента Хорватії
Логотип Президента Німеччини

## Монархи
Для більшості монархів їхній герб збігається із гербом країни, яку цей монарх очолює. Виключеннями є такі герби:

Герб Султана Брунею
Герб Короля Іспанії
Герб Короля Норвегії

## Генерал-губернатори

Герб Генерал-губернатора Австралії
Герб Генерал-губернатора Канади
Герб Генерал-губернатора Нової Зеландії